# Nedostavěný chrám v Panenském Týnci
Nedostavěný chrám Panny Marie v Panenském Týnci je nedostavěná vrcholně gotická stavba s dokončenou barokní zvonicí v Panenském Týnci, jejíž založení inicioval pravděpodobně roku 1316 Plichta ze Žerotína, ale po požáru sousedního kláštera z roku 1382 musela být stavba podle upravených plánů znovu vystavěna. Byla zamýšlena v koncepci trojlodního dvouvěžového klášterního kostela, do dneška se dochovaly pouze kněžiště, a tři klenební pole trojlodí s portálem. Nekoncepční zvonice pochází z pozdější doby. Chrám je součástí komplexu, který je ohroženou nemovitou kulturní památkou.
Podle některých psychotroniků je chrám postaven na silné zóně s pozitivní energií. I kvůli tomu je nejznámější památkou v městečku a ročně ho navštíví stovky lidí, oblíbený je také jako místo svatebních obřadů.

## Historie
První chrám byl pravděpodobně dřevěné provizorium. Přesné datum založení kamenné stavby není známo, došlo k němu po roce 1321, hlavní stavební činnost se spojuje až s příchodem Parléřovy huti v 60. letech 14. století. Také architektonické detaily, jako např. uspořádání baldachýnků na jižním portálu, poukazují na závěr 14. století. Nad portálem jsou dvě gotické orlice, které jsou znakem pánů ze Žerotína. To svědčí stejně jako písemná zpráva, že dílo umožnila bohatá nadace Jaroslava, Jarka a Habarta ze Žerotína klášteru z roku 1321. Habartova manželka Scholastika ze Šternberka byla podle legendy přítelkyní Anežky Přemyslovny. Budování asi pokračovalo kvůli nedostatku prostředků volným tempem. Po požáru kláštera roku 1382 se pracovalo na západním průčelí.
Nejspíš po požáru staré jehlancové věže v roce 1744 byla postavena Jaroslavem ze Žerotína nová barokní zvonice a její umístění nevratně a definitivně znemožnilo dokončit původní koncept trojlodního dvouvěžového klášterního kostela. Chrám zkoumali Kamil Hilbert, Dobroslav Líbal a Helena Soukupová a shodli se v zařazení ke stavbám huti Petra Parléře. a upozornili na příbuznost severního portálu kostela Panny Marie před Týnem v Praze.
V okolí chrámu stával také zámeček a kaple Nejsvětější Trojice sloužící jako hrobka Žerotínů. Tyto stavby se nedochovaly. Dochoval se ale klášter přestavěný na zámek.

## Popis

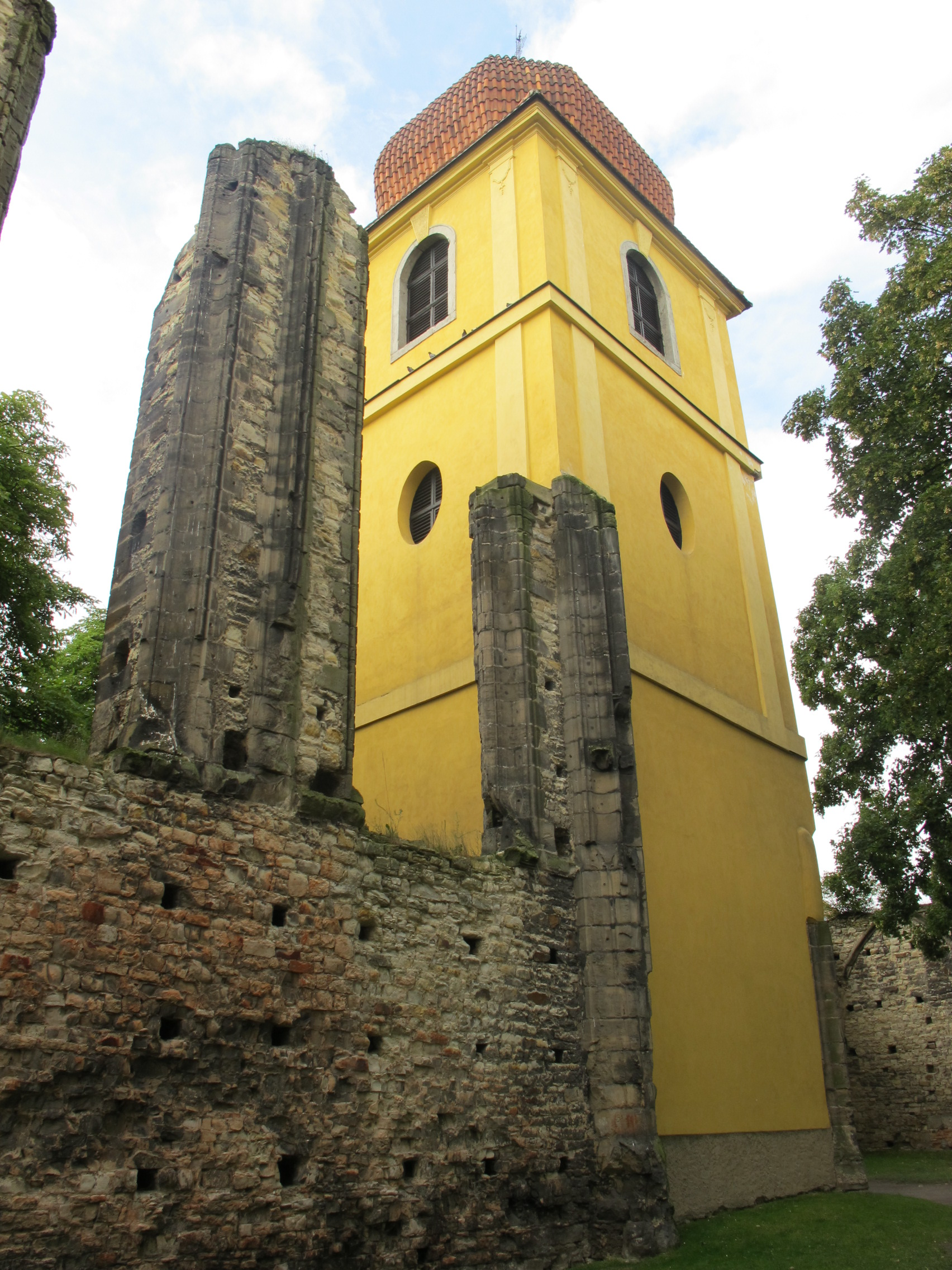
Barokní zvonice

Chrám tvoří 21 metrů dlouhé, 9 metrů široké a přes 20 metrů vysoké kněžiště se sedmibokým závěrem o třech klenebních polích, na které navazuje téměř čtvercové síňové trojlodí příčně podélného půdorysu, členěné čtyřmi osmibokými pilíři. Ze západní části zůstala zachována jižní zeď s portálem, polovina západní zdi a z ostatních zdí pouze základy. Tři lodní pilíře byly zbořeny a na čtvrtém částečně spočívá novější barokní zvonice.

## Současné využití
Chrám je nejznámější památkou v městečku a ročně ho navštíví stovky lidí. V ročníku 2014 soutěže DestinaCZe agentury CzechTourism chrám zvítězil v kategorii „Genius loci“ pro nejmagičtější místa a zároveň se stal i absolutním vítězem ročníku.
Chrám je oblíbený také jako místo svatebních obřadů, v jeho prostorách se jich ročně koná až stovka. Byl využit i pro natáčení několika filmů, například Kytice nebo Post Coitum. a seriálu Vědma.
Podle některých psychotroniků stojí nedostavěný chrám na silné pozitivní zóně ve tvaru kříže, kde se údajně kříží dvě energetické zóny, a jejich síla se tím násobí. Tato energie má mít sílu léčit depresivní stavy, úrazy hlavy, mrtvice a vnášet optimismus do života.

## Galerie

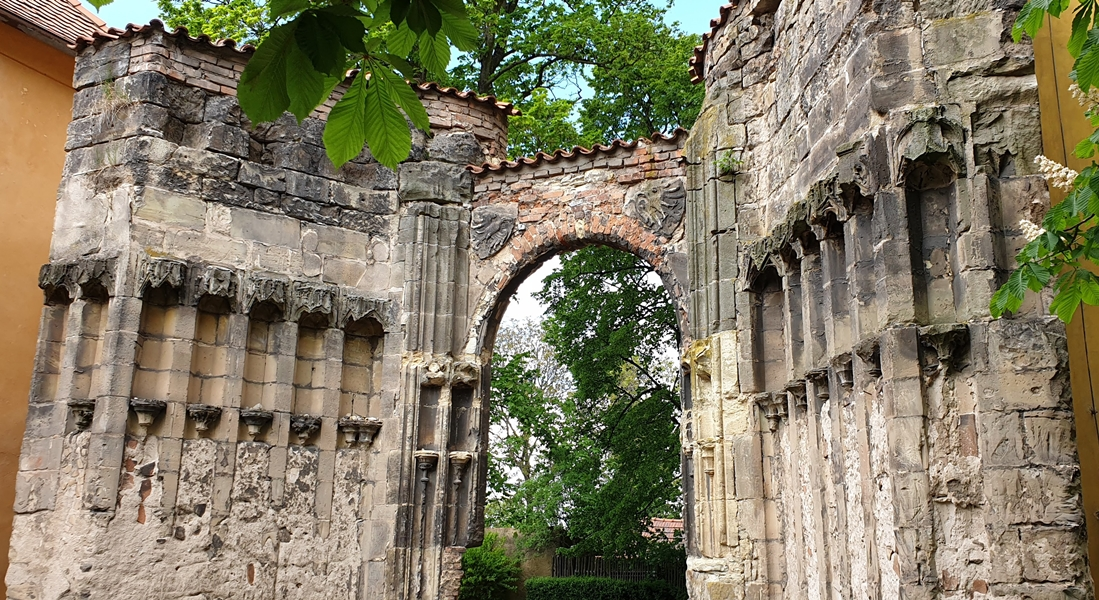
Vchod kláštera
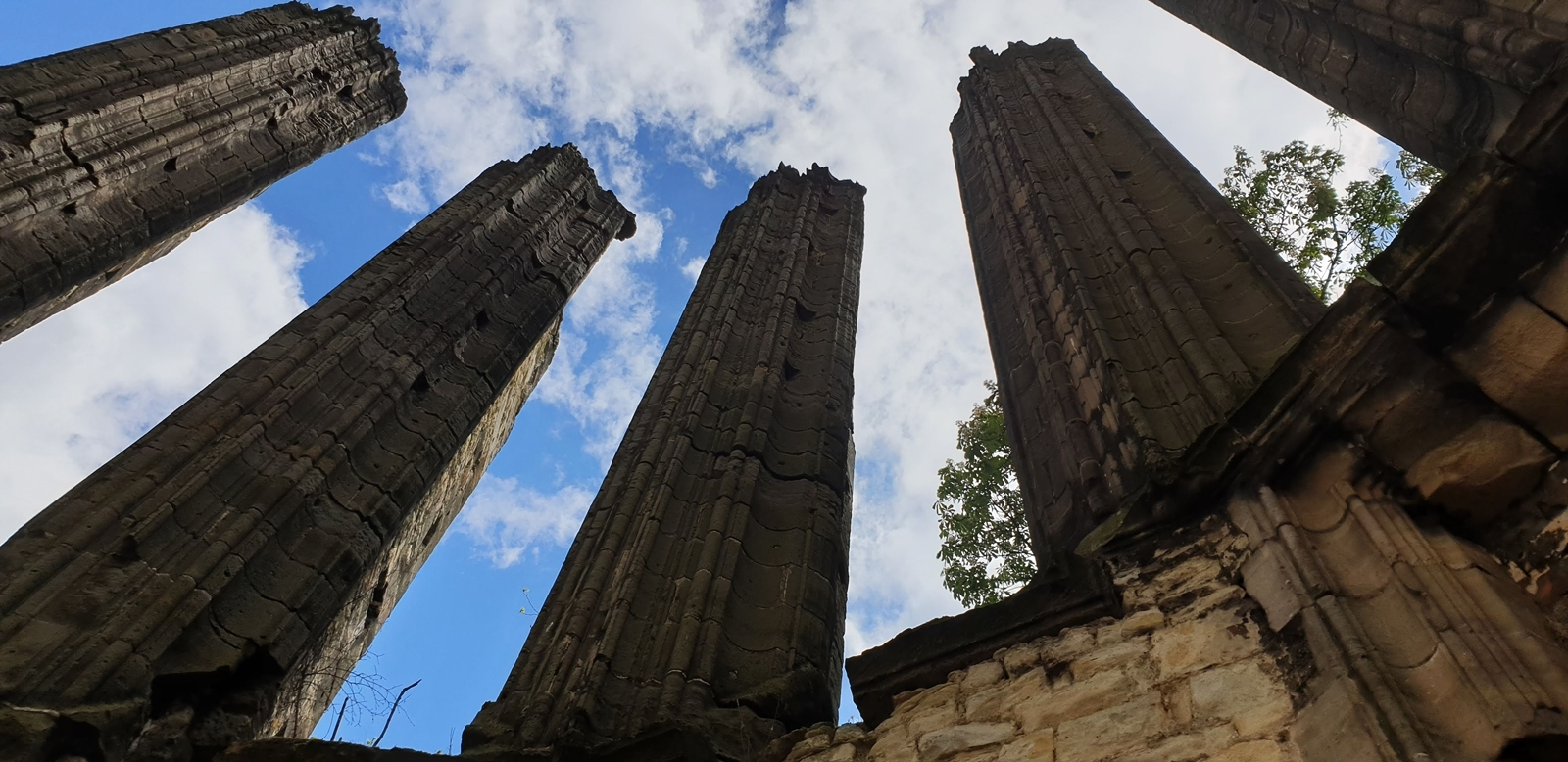
Sloupoví chrámu
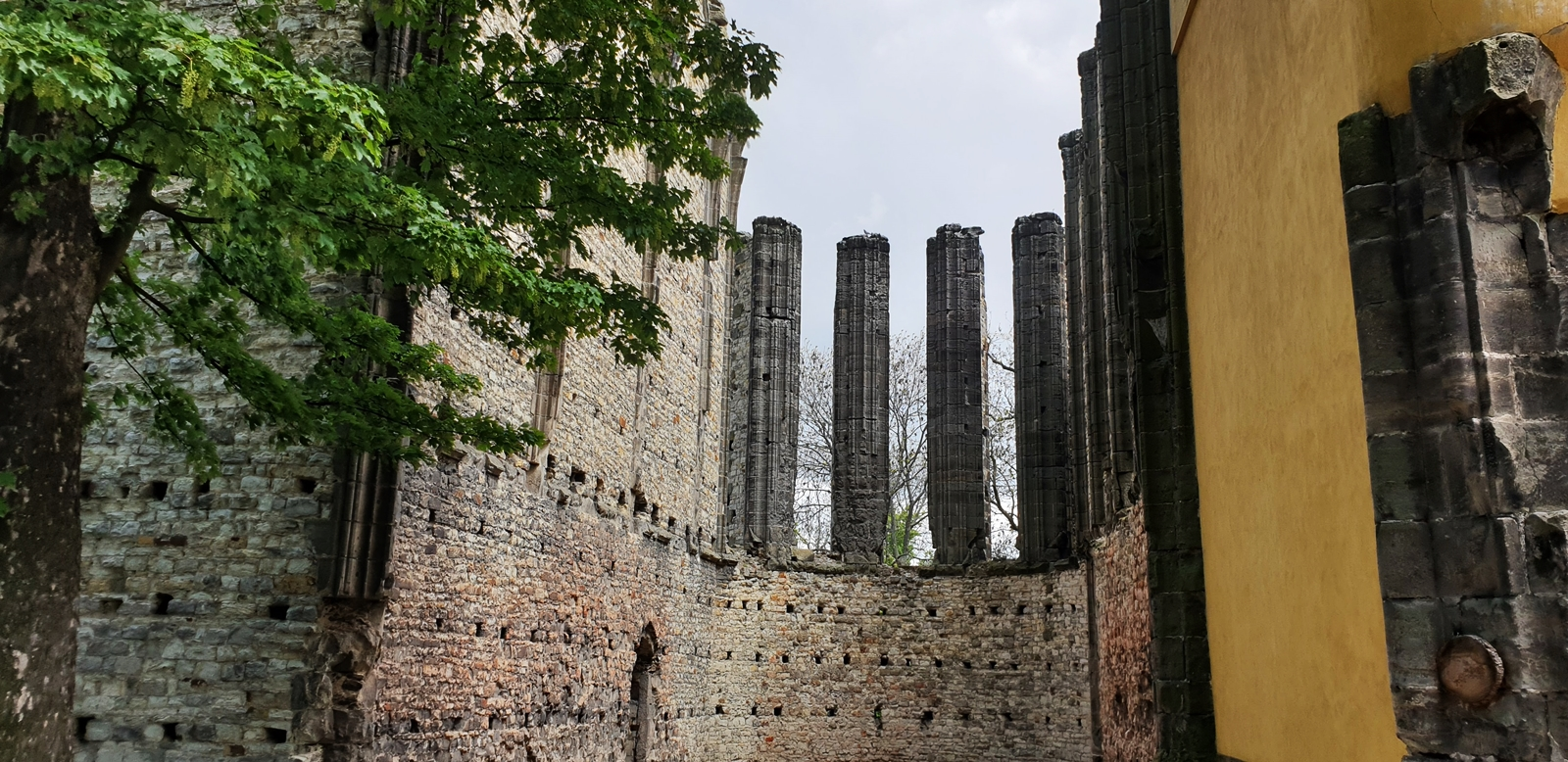
Pohled do chrámu